# Дамоландия
Дамоландия (порт. Damolândia)  —  муниципалитет в Бразилии, входит в штат Гояс. Составная часть мезорегиона Центр штата Гойас. Входит в экономико-статистический  микрорегион Анаполис. Население составляет 2558 человек на 2006 год. Занимает площадь 84,632 км². Плотность населения — 30,2 чел./км².

## Статистика
- Валовой внутренний продукт на 2003 год составляет 11 275 201,00 реалов (данные: Бразильский институт географии и статистики).
- Валовой внутренний продукт на душу населения на 2003 год составляет 4395,79 реалов (данные: Бразильский институт географии и статистики).
- Индекс развития человеческого потенциала на 2000 год составляет 0,739 (данные: Программа развития ООН).